# Iosif Iser

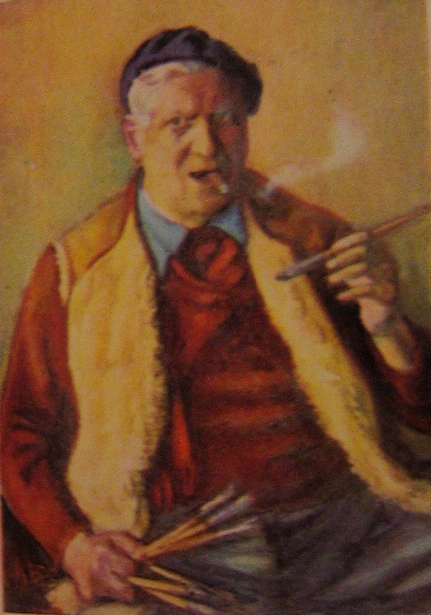
Iosif Iser, Autoportret

Iosif Iser (nume la naștere Iosif Isidor Rubinsohn 21 mai 1881, București – d. 25 aprilie 1958, București) a fost un pictor și grafician român de origine evreiască, membru al Academiei Române. A studiat la München și la Paris.

## Stil artistic
Inițial, a fost inspirat de curentul expresionist, pictând cu linii groase și unghiuri ascuțite, cu un colorit în care predomină tonurile pământoase.
După ce și-a terminat studiile, Iser a lucrat pentru presa socialistă, la Facla și Adevărul, unde a publicat un număr mare de caricaturi. Desenele satirice abordau problemele societății românești, prin prisma conflictului dintre clase, și erau adresate în special monarhiei și burgheziei, subliniind, totodată, rolul mișcării muncitorești.
În perioada de maturitate, pictura lui Iser cuprinde scene de viață, pe teme dobrogene, cu portrete de localnici tătari. În urma unor călătorii în Spania și în Orient, Iosif Iser adoptă o coloristică mai luminoasă, cu tentă exotică, compozițiile capătă echilibru și monumentalitate. A continuat să trateze tema tătarilor, cu lucrarea Tătăroaică în albastru sau Familie de tătari. Mai târziu, a adăugat colecției și o serie de picturi care tratau arlechini.
După Al Doilea Război Mondial, a pictat din nou teme socialiste, în special portrete de muncitori. În 1955 a fost ales membru al Academiei Române. A decedat în 1958, la București.

## Distincții
- titlul de Artist Emerit al Republicii Populare Române (28 aprilie 1951)[7]
- Medalia „A cincea aniversare a Republicii Populare Române” (24 decembrie 1952) „pentru lupta și munca duse în vederea făuririi, consolidării și prosperării Republicii Populare Române”[8]
- titlul de Artist al Poporului din Republica Populară Romînă (26 august 1954) „pentru merite excepționale în domeniul dezvoltării artei”[9]

## Operă
Perioada desenelor satirice:
- Aplicarea constituției, 1911
- 10 mai, purpură și sânge, 1912
- Holera, 1912
- Greva, 1912
- Carol I - 1907, 1913

Perioada de maturitate artistică:
- Tătăroaică din Medgidia, 1913
- Peisaj dobrogean, 1918
- Familie de tătari, 1936
- Tătăroaica, 1936
- Odalisca mare în gri și bleu, 1945
- Arlechin și dansatoare
- Nud
- Toledo
- Autoportret

Perioada socialistă:
- Portretul muncitorului Lăzărescu
- Maica Bucurea toarce
- Țărănci torcând

### Prezent în muzee
Muzeul de Artă din Craiova deține 5 lucrări ale lui Iosif Iser: Peisaj (guașă pe hârtie - 1935), Autoportret (ulei pe carton - 1952/1953) , Odaliscă (ulei pe hârtie - nedatat), Arlechin (ulei pe carton - 1938), Arlechinada (ulei pe carton - nedatat).